# Coelus globosus
Coelus globosus é uma espécie de coleóptero da família Tenebrionidae.
Pode ser encontrada nos seguintes países: México e nos Estados Unidos da América.